# Eddy Pauwels
Eddy Pauwels (Bornem, 2 de maig de 1935 - 6 de març de 2017) fou un ciclista belga que fou professional entre 1958 i 1966. Al llarg de la seva carrera professional aconseguí 16 victòries, les més importants de les quals foren 4 etapes del Tour de França.

## Palmarès
- 1958
  - 1r al Premi d'Oppuurs
- 1959
  - Vencedor d'una etapa de la Volta a Bèlgica
  - 1r al Premi d'Edegem
  - 1r al Premi de Stockay
- 1960
  - 1r als 3 dies d'Anvers
  - 1r al Premi de Tessenderlo
  - 1r al Premi d'Oppuurs
- 1961
  - Vencedor de 2 etapes al Tour de França
  - 1r al Premi de Bornem
  - 1r al Premi de Rijmenam
- 1962
  - Vencedor d'una etapa al Tour de França
- 1963
  - Vencedor d'una etapa al Tour de França
  - 1r al Premi de Beauvais
  - 1r del Gran Premi de la muntanya de la Volta a Luxemburg
- 1964
  - 1r a Beaulac-Bernos

### Resultats al Tour de França
- 1959. 11è de la classificació general. Porta el mallot groc durant 2 etapes
- 1960. 25è de la classificació general
- 1961. 9è de la classificació general. Vencedor de 2 etapes
- 1962. 10è de la classificació general. Vencedor d'una etapa
- 1963. 13è de la classificació general. Vencedor d'una etapa. Porta el mallot groc durant 3 etapes
- 1964. 20è de la classificació general
- 1965. Abandona (19a etapa)

### Resultats a la Volta a Espanya
- 1962. 9è de la classificació general
- 1965. 18è de la classificació general
- 1966. Abandona (6a etapa)